# Fabrizio Amoroso
Fabrizio Amoroso (Milano, 20 novembre 1980) è un giocatore di calcio a 5 italiano solitamente impiegato nel ruolo di pivot.

## Carriera
È stato capocannoniere del campionato italiano nella stagione 2002-03 con 35 reti. Nella stagione 2005-06 ha vinto lo scudetto con l'Arzignano. Con la nazionale ha disputato alcuni incontri senza nessuna segnatura. Oltre ad aver vinto per due stagioni il titolo di capocannoniere in A1, ha vinto questa speciale classifica anche in B con il Thiene e in A2 con l'Atletico Teramo (32 reti). Nella stagione 2009-2010 in Coppa Italia contro il Petrarca ha realizzato nove reti superando il suo record di otto segnature in un'unica gara, messo a segno il 2 maggio 2009 a Pesaro con la maglia dell'Atletico Teramo, nell'andata dei quarti di finale dei play-off per la A2.
La stagione successiva scende in serie B per sposare la causa del Povoli Team di Riva del Garda. La squadra, costruita in estate senza badare a spese (oltre ad Amoroso vi giocavano anche Márcio Brancher e Caio Farinha), in autunno è travolta da problemi economici e dopo quattro rinunce viene esclusa dal campionato. Nel dicembre 2009 Amoroso si accorda con la Marca Futsal con cui conquista la Coppa Italia ma che abbandona a fine stagione per tornare all'Arzignano, ripartito dalla serie C1 del Veneto. Con la maglia biancorossa disputa due campionati di vertice trascinando a suon di gol il Grifo alla promozione in Serie B al secondo tentativo. Il 16 aprile 2011 è stato l'ospite speciale ai festeggiamenti per il ritorno in serie A2 del Toniolo Milano, squadra con cui ha esordito nei campionati nazionali a 19 anni (Serie A2 2000-01, collezionando in due stagioni 68 presenze e 37 gol). Nell'agosto del 2012 si trasferisce ai cugini dell'Atletico Arzignano Cornedo con cui vince la classifica capocannonieri nonché il girone B della serie B. Complice la non iscrizione dell'Atletico, l'estate seguente ritorna nuovamente all'Arzignano, nuovamente in serie B.

## Palmarès

### Competizioni nazionali
- Campionato italiano: 2

Arzignano: 2003-04, 2005-06
- Coppa Italia: 1

Marca: 2009-10
- Supercoppa italiana: 2

Arzignano: 2004, 2006

### Individuale
- Capocannoniere della Serie A: 2
2002-03 (35 gol)
2005-06 (34 gol)
- Capocannoniere della Serie A2: 2
2008-09 (32 gol)
2015-16 (35 gol)